# Kurt Herrfurth
Kurt Eduard August Gustav Herrfurth (* 9. Mai 1879 in Berlin; †  18. Oktober 1946 ebenda) war von 1918 bis 1925 Oberbürgermeister von Gera.

## Werdegang
Herrfurth wurde in Berlin-Schöneberg geboren. Er legte im Jahr 1899 die Reifeprüfung ab und studierte danach Volkswirtschaftslehre und Rechtswissenschaften in Freiburg im Breisgau und Berlin. In Marburg wurde er promoviert. Anschließend war er als Direktor der Versicherungsgesellschaft „Friedrich Wilhelm“ in Berlin und danach als Direktor der Magdeburger Lebensversicherungsgesellschaft tätig. Von 1907 bis 1914 hatte er die Position eines Syndikus bei der Handelskammer Berlin inne.
Nach Ausbruch des Ersten Weltkriegs ging Herrfurth im Dezember 1914 als Assessor ins Königlich Preußische Kriegsministerium. Nach Verwundungen im Krieg bewarb er sich als Stadtrat in Gera.
Im Zuge der Novemberrevolution wurde am 10. November 1918 der bisherige Oberbürgermeister Ludwig Ernst Huhn vom Geraer Arbeiter- und Soldatenrat abgesetzt. Am 29. November wurde Dr. Kurt Herrfurth bei drei Gegenstimmen vom Gemeinderat zum Oberbürgermeister gewählt.
Durch ein Notgesetz wurden zum 1. Januar 1919 zehn umliegende Gemeinden (darunter Untermhaus, Pforten und Zwötzen) nach Gera eingemeindet. Weitere sieben Orte folgten 1922 (darunter Ernsee) und 1923 (darunter Windischenbernsdorf und Frankenthal). Diese zahlreichen Eingemeindungen vergrößerten die Einwohnerzahl der Stadt von etwa 45.000 (1917) auf über 81.000 (1925). Einige Gemeinden protestierten gegen ihre Eingemeindung, so dass 1924/25 vier Orte wieder ausgemeindet wurden. Seit 1920 gehörte Gera dem neu gegründeten Land Thüringen an, in dem es ab 1922 einen eigenen Stadtkreis bildete.
Während seiner Amtszeit eröffnete Kurt Herrfurth 1920 das Waldkrankenhaus am westlichen Stadtrand sowie am 20. Juli 1924 das städtische Sommerbad. Auch die Gründung einer Bibliothek und Inbetriebnahme eines Gaswerkes in Tinz fielen in seine Amtszeit. 1924 konnte unter seiner Leitung die Finanzverwaltung die Schuldenfreiheit der Stadt Gera erreichen. Am 30. April 1925 stellte er sich nicht erneut zur Wahl, schied daraufhin aus dem Amt aus und ging nach Berlin zurück.
Dort war Herrfurth bis 1927 Vorstandsmitglied der Rota-Werke AG für Maschinenbau und anschließend Geschäftsführer des 1932 aufgelösten Deutschen Bürgermeisterbundes. Danach war er als selbstständiger Devisen- und Wirtschaftsberater sowie Grundstücks- und Vermögensverwalter tätig.
Herrfurth gehörte von 1929 bis 1932 der SPD an. Viele seiner Kunden waren jüdischen Glaubens und er galt als „Judenfreund“. Zum 1. März 1933 trat er der NSDAP bei (Mitgliedsnummer 1.490.429), um die vakante Bürgermeisterstelle in Zerbst anzutreten. Die Nationalsozialisten bezeichneten ihn jedoch in der Presse als Feind des Regimes und es wurde ein Verfahren beim Reichsparteigericht eingeleitet, vor dessen Beginn Herrfurth schließlich selbst wieder April 1934 aus der NSDAP austrat. Er wurde daraufhin gerichtlich von der Bürgermeisterwahl ausgeschlossen.
Herrfurths Gemälde in der Galerie der Oberbürgermeister im Rathaus von Gera wurde 1934 entfernt. Im gleichen Jahr nahm die Staatsanwaltschaft des Landgerichtes Berlin Ermittlungen gegen ihn auf. 1942 kam er in Untersuchungshaft und wurde im Folgejahr nach zwei Verhandlungen zu insgesamt drei Jahren Haft und einer Geldstrafe verurteilt. Im März 1945 wurde er aus dem Lazarett Plötzensee entlassen, im Mai erfolgte mit Ende des Zweiten Weltkriegs seine Registrierung als politischer Häftling und Opfer des Faschismus. 1946 starb er in Berlin-Charlottenburg.